# Listă de filme britanice din 1996
Aceasta este o listă de filme britanice din 1996:

## Lista
| 1996                                    |                      |                                                         |                       |                                               |
| The Adventures of Pinocchio             | Steve Barron         | Jonathan Taylor Thomas, Martin Landau, Geneviève Bujold | Fantasy               |                                               |
| August                                  | Anthony Hopkins      | Anthony Hopkins, Rhys Ifans, Leslie Phillips            | Drama                 |                                               |
| Beautiful Thing                         | Hettie Macdonald     | Scott Neal, Glen Berry, Linda Henry                     | Romantic Comedy Drama |                                               |
| Boyfriends                              | Tom Hunsinger        | James Dreyfus, Mark Sands                               | Drama                 |                                               |
| Brassed Off                             | Mark Herman          | Ewan McGregor, Pete Postlethwaite, Tara FitzGerald      | Comedy                |                                               |
| Carla's Song                            | Ken Loach            | Robert Carlyle, Oyanka Cabezas                          | Drama                 |                                               |
| Clancy's Kitchen                        | Duncan Roy           | Mark Aiken, Indira Varma, Rocky Marshall                | Comedy                |                                               |
| Crimetime                               | George Sluizer       | Stephen Baldwin, Pete Postlethwaite, Sadie Frost        | Thriller              |                                               |
| Different for Girls                     | Richard Spence       | Steven Mackintosh, Rupert Graves                        | Comedy                |                                               |
| Dragonheart                             | Rob Cohen            | Dennis Quaid, Sean Connery, David Thewlis               | Fantasy               |                                               |
| Element of Doubt                        | Christopher Morahan  | Nigel Havers, Gina McKee                                | Thriller              |                                               |
| Emma                                    | Douglas McGrath      | Gwyneth Paltrow, James Cosmo                            | Romance               |                                               |
| The English Patient                     | Anthony Minghella    | Ralph Fiennes, Juliette Binoche, Willem Dafoe           | Drama                 | Winner of 9 Academy Awards                    |
| Glastonbury the Movie                   |                      |                                                         | Documentary           | Glastonbury Festival                          |
| Hamlet                                  | Kenneth Branagh      | Kenneth Branagh, Derek Jacobi                           | Literary drama        | Adaptation of the play by William Shakespeare |
| Hard Men                                | J.K. Amalou          |                                                         | Crime drama           |                                               |
| The Innocent Sleep                      | Scott Michell        | Oliver Cotton, Tony Bluto                               | Thriller              |                                               |
| Intimate Relations                      | Philip Goodhew       | Julie Walters, Rupert Graves                            | Black comedy          |                                               |
| James and the Giant Peach               | Henry Selick         | Paul Terry, Joanna Lumley                               | Fantasy/Adventure     |                                               |
| Jane Eyre                               | Franco Zeffirelli    | William Hurt, Charlotte Gainsbourg                      | Drama                 |                                               |
| Jude                                    | Michael Winterbottom | Christopher Eccleston, Kate Winslet                     | Drama                 |                                               |
| The Leading Man                         | John Duigan          | Jon Bon Jovi, Anna Galiena                              | Thriller              |                                               |
| Loch Ness                               | John Henderson       | Ted Danson, Joely Richardson                            | Drama                 |                                               |
| The Pillow Book                         | Peter Greenaway      | Vivian Wu, Ewan McGregor, Ken Ogata                     | Drama                 |                                               |
| The Rolling Stones Rock and Roll Circus | Michael Lindsay-Hogg | The Rolling Stones                                      | Documentary           |                                               |
| Saint-Ex                                | Anand Tucker         | Bruno Ganz, Miranda Richardson                          | Biopic                |                                               |
| Secrets & Lies                          | Mike Leigh           | Brenda Blethyn, Marianne Jean-Baptiste, Timothy Spall   | Drama                 | Won the Palme d'Or at Cannes                  |
| Small Faces                             | Gillies MacKinnon    | Iain Robertson, Joseph McFadden                         | Drama                 |                                               |
| Space Truckers                          | Stuart Gordon        | Dennis Hopper, Debi Mazar                               | Sci Fi                |                                               |
| Stealing Beauty                         | Bernardo Bertolucci  | Joseph Fiennes, Jeremy Irons, Liv Tyler                 | Drama                 | Made with France and Italy                    |
| Stella Does Tricks                      | Coky Giedroyc        | Kelly MacDonald, James Bolam                            | Drama                 |                                               |
| Trainspotting                           | Danny Boyle          | Ewan McGregor, Jonny Lee Miller, Robert Carlyle         | Drama                 | Number 10 in the BFI Top 100 British films    |
| Twelfth Night                           | Trevor Nunn          | Imogen Stubbs, Toby Stephens                            | Comedy                |                                               |
| Victory                                 | Mark Peploe          | Willem Dafoe, Sam Neill                                 | Drama                 | Co-production with France and Germany         |
| The Wind in the Willows                 | Terry Jones          | Steve Coogan, Eric Idle, Terry Jones                    | Family                |                                               |